# Roland Bäckman
Per Roland Bäckman, född 10 augusti 1960 i Ljusdal, är en svensk politiker (socialdemokrat). Han var ordinarie riksdagsledamot 2007–2010 (även statsrådsersättare i oktober 2006), invald för Gävleborgs läns valkrets.
I riksdagen var han suppleant i miljö- och jordbruksutskottet och utbildningsutskottet.